# Maria Rogozińska
Maria Rogozińska z d. Leśniak (zm. ok. 12 stycznia 1943 w Pilicy) – polska rolniczka, mieszkanka wsi Wierbka pod Pilicą, wraz z trzyletnim synem zamordowana przez Niemców za ukrywanie Żydów, odznaczona medalem „Sprawiedliwy wśród Narodów Świata”.

## Życiorys
Mieszkała we wsi Wierbka w powiecie olkuskim (obecnie powiat zawierciański). Po śmierci męża samotnie wychowywała troje dzieci – córki Marię i Helenę (urodzone ok. 1932 i 1934) oraz syna Piotra (urodzony ok. 1940).
W okresie niemieckiej okupacji ukrywała pod swoim dachem Żydów oraz członków konspiracji. Istnieją sprzeczne informacje na temat liczby osób, które korzystały z jej pomocy. Jest pewne, że w gospodarstwie Rogozińskich ukrywała się starsza wiekiem Żydówka o nazwisku Berlińska vel Berlicka vel Perlińska (właścicielka młyna w Maleszynie) oraz młody żydowski mężczyzna o nieznanym nazwisku. Zeznania niektórych świadków wskazywały jednak, że Rogozińska mogła ukrywać nawet czterech lub pięciu Żydów.
Nie wiadomo w jaki sposób do Niemców dotarła informacja o Żydach ukrywających się w gospodarstwie Rogozińskich. Maria była nielubiana we wsi, stąd Krystyna Samsonowska przypuszczała, że mogła paść ofiarą donosu lub przypadkowej dekonspiracji ze strony któregoś ze skłóconych z nią sąsiadów.
Około 11 stycznia 1943 w gospodarstwie Rogozińskich pojawiła się niemiecka żandarmeria. W trakcie rewizji Niemcy wykryli dwoje Żydów, których zastrzelili nieopodal domu. Zabito także dwóch Polaków, Piotra Sendrę vel Senderę oraz Piotra Podgórskiego, którzy w momencie najścia żandarmów znajdowali się na terenie gospodarstwa. W czasie, gdy rozgrywały się te wypadki, Maria i jej dzieci znajdowali się poza domem. Matka wraz z synem przebywała w odwiedzinach u swego brata w Maleszynie, podczas gdy starsze dziewczynki znajdowały się pod opieką sąsiadów. Maria, ostrzeżona przez swoje córki, nie powróciła do rodzinnego domu. Egzekucja, która miała miejsce w jej gospodarstwie, do tego stopnia przeraziła jednak mieszkańców wsi, że nikt nie zgodził się przyjąć zagrożonej rodziny pod swój dach. Ostatecznie kobieta pozostawiła córki na terenie fabryki w Wierbce, a sama wraz z synem prawdopodobnie udała się do swojego gospodarstwa. Jeszcze tego samego wieczora ujęto ją w niewyjaśnionych okolicznościach. Po nocy spędzonej w domu miejscowego sołtysa została zabrana wraz z synem do siedziby żandarmerii na zamku w Pilicy. Tam Niemcy poddali ją brutalnemu przesłuchaniu, m.in. na jej oczach torturując trzyletniego Piotra. Po zakończeniu przesłuchania Maria wraz z synem została rozstrzelana w zamkowej fosie. Jej ciało pogrzebano na cmentarzu w Pilicy.
23 maja 2004 została pośmiertnie odznaczona medalem „Sprawiedliwy wśród Narodów Świata”.